# Slovenský Grob
Slovenský Grob és un poble i municipi d'Eslovàquia que es troba a la regió de Bratislava, a l'extrem occidental del país, prop de la frontera amb Àustria.

## Demografia
| Godina             | 1994 | 2004    | 2014    | 2024     |
| ------------------ | ---- | ------- | ------- | -------- |
| Nombre de persones | 1737 | 1925    | 2616    | 6133     |
| Diferència         |      | +10,82% | +35,89% | +134,44% |

| Godina             | 2023 | 2024   |
| ------------------ | ---- | ------ |
| Nombre de persones | 5934 | 6133   |
| Diferència         |      | +3,35% |